# Nikolai Lobachevsky
Nikolai Ivanovich Lobachevsky (Níjni Novgorod, 20 de novembro jul./ 1 de dezembro de 1792 greg. — Cazã, 12 jul./ 24 de fevereiro de 1856 greg.) foi um matemático russo.
Estudou no Instituto de Cazã, a partir de 1802, destacando-se, desde cedo, por seu pendor pela matemática. Aos 14 anos estava preparado para ingressar na Universidade de Cazã, recentemente fundada, iniciando seus estudos superiores em 1807. Passou quarenta anos de sua vida ligado a essa universidade, como aluno, professor ajudante (1824), professor ordinário (1826) com apenas 23 anos, bibliotecário, conservador do museu e, por fim, reitor (1827), cargo que ocupou até 1846.
Quando um novo reitor foi nomeado para a universidade em 1847, Lobachevsky compreendeu que não poderia retornar ao cargo, perdendo, mesmo, as esperanças de voltar a ocupar sua cátedra. Chocado pela decisão de seus superiores, que o afastavam de um cargo que desempenhara com tanto carinho, abalado pela perda de seu filho e vendo agravar-se a deficiência de sua visão, Lobachevsky não se recuperou e veio a falecer, já completamente cego, pouco depois do quinquagésimo aniversário da Universidade de Cazã.

## Projeção
Lobatchevsky foi considerado por William Kingdon Clifford como o "Copérnico da geometria", em virtude de suas descobertas relacionadas com as chamadas geometrias não-euclidianas. Nas funções de bibliotecário, pode ser considerado o verdadeiro organizador da Universidade de Cazã — que chegou a salvar de um incêndio, ocorrido em 1842, responsável pela destruição de quase metade da cidade, inclusive de alguns dos grandes edifícios da universidade.
Lobachevsky trabalhou em álgebra, nomeadamente nas aproximações numéricas às raízes das equações algébricas. No entanto, a sua fama provém do facto de ter sido o primeiro matemático (independentemente de János Bolyai) a publicar uma descrição de uma geometria não euclidiana. A geometria não euclidiana que Lobachevsky desenvolveu é referida como a geometria hiperbólica.